# Catedrala de tablă

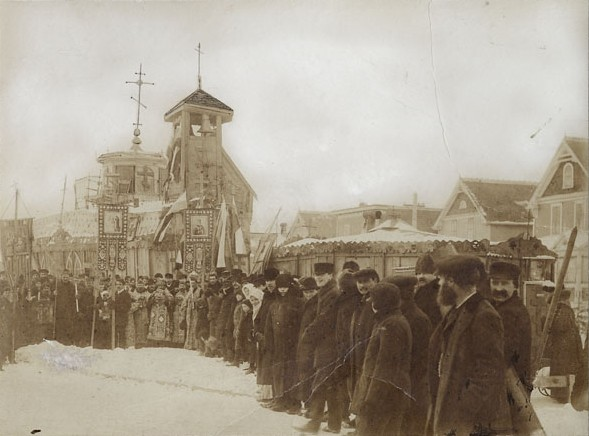
Biserica Serafimită

Catedrala de tablă (în ucraineană Бляшана Катедра) a fost prima Biserică Ucraineană independentă din America de Nord, fiind inima Bisericii Serafimite. Fondată în Winnipeg, nu a avut legatură cu nici o biserică din Europa.
Imigranții ucraineni au început să sosească în Canada în 1891, mai ales din provinciile Austro-Ungare, zonele Bucovinei și Galiției. Noii veniți din Bucovina erau ortodocși, iar cei din Galiția greco-catolici. În  ambele biserici slujbele se oficiau după ritul bizantin. Pe la 1903 numărul imigranților ucraineni în vestul Canadei a devenit destul de mare pentru a atrage atenția conducătorilor religioși, a politicienilor și specialiștilor în pedagogie.

## Protagoniștii

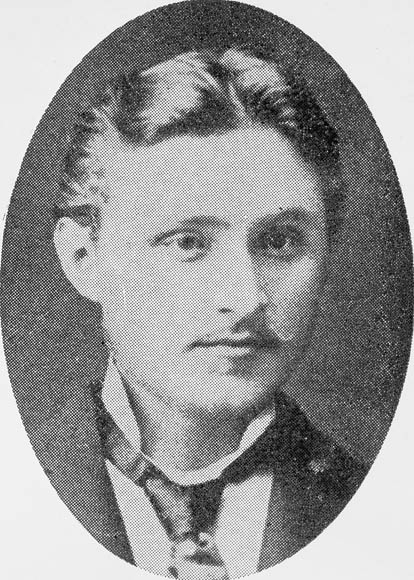
Cyril Genik (1857–1925)

Personajul principal în Comunitatea Ucraineană din Winnipeg la acea dată a fost Cyril Genik (1857–1925).  El a venit din Galiția, fiind  absolvent al Gimnaziului Academic Ucrainean din Lviv si pentru o scurtă perioadă de timp, a studiat Dreptul la Universitatea din Cernăuți. Genik a fost prieten cu Ivan Franko autorul romanului Vuplea Mykyta care a fost propus pentru Premiul Nobel în literatură. Satira usturătoare a lui Franko la adresa clerului din zilele sale și tendința spre socialism, erau împărtășite și de Genik, care se întâmplase să fie și nașul de cununie al autorului. Eliberarea poporului de cler, odată cu reforma asupra pământului, a fost o metodă de a elibera țărănimea de sub jugul proprietarilor absenți, care prin acord comun, secret și ilegal cu clerul Bisericii, mențineau controlul asupra pământului. Odată cu sosirea sa în Canada, Genik a devenit primul angajat ucrainean al Guvernului Canadian, și a lucrat ca agent de imigrație, ducând pe noii veniți la loturile lor de pământ date de guvern. Vărul lui Genik, Ivan Bodrug (1874–1952), împreună cu prietenul său, Ivan Negrich (1875–1946) au venit tot din satul Bereziv, județul Kolomya, unde fuseseră invățători calificați de școală elementară în Galiția.   Acești trei oameni, au alcătuit nucleul intelectualității în Comunitatea Ucraineană și erau cunoscuți sub numele de “Triumviratul Berezivian”. Genik, cel mai în vârstă dintre cei trei, era singurul deja căsătorit. Soția sa Paulina, (născută Tsurkowsky), era fată de preot, femeie educată și au avut trei băieți și trei fete.
Celălalt personaj principal a fost Episcopul Serafim, al cărui nume real era Ștefan Ustvolsky, care a sfârșit prin a fi caterisit de către Sfântul Sinod Rus din Petersburg. Dar istoria sa începe când din motive personale a călătorit la Muntele Athos, unde a fost hirotonit episcop de către Sf. Amfin, care a afirmat că este episcop. S-a bănuit ca Sf.Anfim l-a hirotonit pe Ustvolsky pentru a-l înfrunta pe Țar, pentru că la vremea respectivă se ducea o luptă între Sfântul Sinod și Țar, în ceea ce privește controlul asupra Bisericii Ortodoxe Ruse.  Fiind hirotonit episcop, Serafim a călătorit în America, stând pentru o perioadă scurtă de timp cu preoții ucraineni în Filadelfia. La vremea când a sosit în Winnipeg, nu avea nici un fel de obligații fată de Biserica Ortodoxă Rusă sau față de oricine altcineva. Ucrainenii din prerie l-au primit ca pe un călător sfânt, o tradiție care se menține chiar de la începuturile creștinismului.
O altă persoană care a participat la evenimentele care au culminat cu înființarea Catedralei de Tablă, a fost Makarii Marchenko asistentul episcopului Serafim. Marchenko, cunoscând rânduiala slujbelor religioase, îl ajuta pe Serafim în calitate de diacon sau cantor. El a venit împreună cu Serafim din Statele Unite. Arhiepiscopul Langevin, care își avea reședința în St.Boniface, era conducătorul Diocezei Romano-Catolice pentru Vestul Canadei, fiind în contact direct cu Papa de la Roma.  El era convins că preoții săi erau mai mult decât corespunzători pentru nevoile populației ucrainene.  Alți factori, care au avut un rol în ceea ce privește înființarea Catedralei de Tablă, includ pe Dr. William Patrick, șeful Colegiului Manitobei, de asemenea, Colegiul Prebiterian din Winnipeg, Partidul Liberal al Manitobei, și misionarii ortodocși ruși.

## Evenimente
Un alt incident care a declanșat evenimentele dramatice ce aveau să urmeze, ar fi putut fi și faptul că Joseph Bernier, membru al Legislaturii Manitobei, a introdus în anul 1902,un proiect de lege și anume: “Transferarea proprietăților Bisericii Greco-Rutene în Comuniune cu Roma (Ucranienii erau de asemenea cunoscuți sub numele de Ruteni) sub controlul corporațiilor, care la rândul lor erau sub autoritatea Bisericii Romei.”  Arhiepiscopul Langevin a declarat: “Rutenii trebuie să dovedească faptul că sunt catolici, prin transferarea proprietăților sub controlul Bisericii și nu ca și Protestantii... sub controlul unui individ sau al unui comitet de laici, independent față de preot sau episcop.”  Creșterea populației ucrainene în prerie a atras de asemenea interesul misionarilor ortodocși ruși. La vremea respectivă, Biserica Ortodoxă Rusă cheltuia $100,000 pe an, pentru  misionarism în America de Nord.
De asemenea, Biserica Prezbiteriană a devenit interesată în această privință și a invitat tineri din Comunitatea Ucraineană să frecventeze Colegiul Manitobei (astăzi Universitatea Wnnipeg), unde s-au înființat clase speciale pentru tinerii ucraineni care doreau să devină învățători, (și mai târziu preoți ai Bisericii Independente Grecești).  Dr. King, directorul Colegiului, care vorbea fluent limba germană, a examinat pe candidații Bodrug și Negrich în limba germană. Genik a tradus în scris documentele lor de învățământ din limba poloneză în limba engleză.  Ei au devenit primii studenți ucraineni ai unei universități în America de Nord.  Colegiul Manitobei, la acea vreme, făcea parte din Universitatea Manitobei.
Genik, Bodrug, și Negrich au încercat imediat să ia măsuri pentru protejarea comunității lor.   Astfel, l-au adus pe Serafim. Acesta a ajuns în Winnipeg în aprilie 1903, pentru a înființa o Biserică ce nu era dependentă de nici una din bisericile Europei și care nu era obligată să aibă nici un fel de loialitate față de nici un grup religios interesat să rivalizeze pentru câștigarea sufletelor imigranților ucraineni din prerie. Spre mulțumirea lor, Seraphim a înființat o Biserică Ortodoxă Rusă (dar, neaparținând de Biserica Rusă Ortodoxă) declarându-se el însuși capul  ei, și pentru a se deosebi de Biserica Ucraineană, biserica lui s-a numit și Biserica Serafimită.
Astfel, a  oferit enoriașilor ritul Ortodox, cu care imigranții erau obișnuiți, și a început să hirotonească diaconi și preoți, iar „...pe 13 decembrie 1903, a fost sfințită și deschisă spre folosire o mică biserică de lemn, care probabil a fost numită Biserica Sfântul Duh, în partea de est a străzii McGregor, între bulevardele Manitoba și Pritchard.”   “În Noiembrie 1904, a început construirea faimoasei ‘Catedrale de Tablă’ la intersecția străzilor King cu Stela....”    Legendarul Serafim  “a hirotonit vreo 50 de preoți și numeroși diaconi, pe jumătate analfabeți care și-au îndeplinit datoriile preoțești prin toate satele, predicând o Ortodoxie independentă și administrarea proprietății bisericești de către epitropi. În doi ani, această biserică declara 60,000 de aderenți....”
“Datorită reputației compromise și patimii beției”(Serafim) a pierdut încrederea  intelectualității care l-a invitat la Winnipeg, și s-a luat hotărârea de a fi înlăturat fără a pierde însă și credincioșii săi. Serafim a plecat la St.Petersburg pentru a încerca să i se acorde recunoașterea și pentru a obține viitoare fonduri de la Sfântul Sinod al Rusiei pentru înfloritoarea Biserică Serafimită. În absența sa, Ivan Bodrug și Ivan Negrich, deja studenți teologi la Colegiul Manitobei, precum și preoți ai Bisericii Serafimite, au reușit să obțină pentru Biserica Serafimită fonduri de la Prezbiterieni sub motivul că în decursul timpului vor adopta modelul Presbiterian.   “Spre sfârșitul toamnei anului 1904, Serafim s-a reîntors din Rusia dar nu a adus cu el ‘posobiye’ (documentul de ‘recunoaștere’).”   La reîntoarcerea sa, a descoperit trădarea și a excomunicat imediat pe toți preoții implicați în această trădare. A publicat fotografiile lor în ziarele locale, cu numele lor scrise pe piepturile lor ca si când ar fi fost niște criminali.  Răzbunarea sa s-a dovedit a fi de scurtă durată, atunci când a primit vestea că el însuși a fost excomunicat de către Sfântul Sinod rus: “...când Sfântul Sinod l-a excomunicat pe Serafim și pe toți preoții lui în 1908, el a plecat și nu s-a mai întors niciodată.”

## Consecințe
Ca urmare a acestei crize sociale și spirituale, care a cuprins întreaga prerie, a luat naștere Comunitatea Ucraineano-Canadiană.
Ivan Bodrug, unul dintre rebelii din cadrul Bisericii Serafimite a devenit conducătorul acestei noi Biserici Independente și, în felul lui, a fost un preot foarte harismatic, predicând un creștinism evanghelic, datorită  influenței prezbiteriene.  El a trăit până pe la începutul anilor 1950. Clădirile Bisericii Independente erau situate la intersecția bulevardului Pritchard cu strada McGregor și, deși clădirea pe care a folosit-o Serafim ca prima sa biserică a fost demolată, cea de a doua clădire construită cu fonduri prezbiteriene, mai există încă și astăzi peste drum de Templul Muncii (Labour Temple), în partea de nord a Winnipegului.
Arhiepiscopul Langevin a intensificat eforturile sale în încercarea de a asimila Comunitatea Ucraineană cu cea Romano Catolică.  El a numit  preoți belgieni pentru biserica Baziliană Sfantul Nicolae, pe părintele Delaere și alții, care săvârșeau Sfânta Liturghie în limba slavonă veche bisericească, îmbrăcați în veșminte conform ritului Grec Ortodox și rosteau predicile în Limba Poloneză. Această biserică era peste drum de Catedrala independentă Ucraineană Catolică Sfintii Vladimir și Olga, de pe strada McGregor în partea de nord a Winnipegului. O astfel de concurență a constituit o mai mare înlesnire pentru copiii Ucraineano-Canadieni da a învăța să vorbească Limba Ucraineană.
Partidul Liberal, care s-a întâmplat să fie aliniat cu Partidul Conservator, conștient de faptul că ucrainenii nu mai erau aliați cu Arhiepiscopul Langevin și romano-catolicii, a făcut un pas înainte și a finanțat primul ziar în limba ucraineană în Canada, Fermierul Canadian (Kanadiskyi Farmer), al cărui prim editor, nu a fost nimeni altul decât Ivan Negrich.
Serafim a dispărut pe la 1908, dar există referințe despre el în ziarul Vocea Ucraineană  “Ukrainskyi Holos”, (care este publicat încă și la ora actuală  în Winnipeg), ca vânzând Biblii pentru lucrătorii de la calea ferată, în British Columbia, până în 1913.
Cyril Genik s-a mutat, pentru un timp, împreună cu fiica sa cea mare și unul dintre fiii lui, în Statele Unite, în Nord Dakota, dar apoi s-a reîntors și a murit în 1925.
Makarii Marchenko, în urma plecării lui Serafim, s-a declarat cu de la sine putere, nu numai ca nou episcop al Bisericii Seraphimite, dar, de asemenea, Arhipatriarh, Arhipapă, Arhihatman, și Arhiprinț.  Pentru a nu risca în niciun fel, sau pentru a nu fi silit a face favoritisme, ca o măsură în plus de siguranță, a excomunicat pe Papa și Sfântul Sinod rus.  Se găsesc dovezi ale călătoriilor lui în zonele rurale, până spre sfârșitul anilor 1930, slujind ucrainenilor care erau foarte dornici să li se slujească după Ritul Răsăritean (Ortodox).